# Apothechyla claripennis
Apothechyla claripennis là một loài ruồi trong họ Asilidae. Apothechyla claripennis được Ricardo miêu tả năm 1912.